# Ричи, Джилл
Джилл Сюзанна Ричи (англ. Jill Susanne Ritchie; род. 5 марта 1974, Ромео, Мичиган, США) — американская актриса.

## Биография
Родилась 5 марта 1974 года в деревне Ромео в штате Мичиган, в семье Ричарда Билла и Сьюзен Ричи. Старший брат Джилл — музыкант Роберт Джеймс Ричи, известный как Кид Рок.
Посещала театральную школу при университете Де Поля, на последнем году обучения перевелась в университет Южной Калифорнии, где получила степень бакалавра в области театрального искусства. Дебютировала в 1995 году, в одном из эпизодов популярного сериала 90-х «Беверли-Хиллз, 90210».
В 2004 приобрела известность благодаря одной из главных ролей в комедийной боевике «Шпионки», который является пародией на «Ангелов Чарли». Также за год до этого она снималась в одноимённом короткометражном фильме. В 2007 окончила актёрскую карьеру.

## Фильмография
| Год       |     | Русское название                       | Оригинальное название               | Роль                            |
| --------- | --- | -------------------------------------- | ----------------------------------- | ------------------------------- |
| 1995      | с   | Беверли-Хиллз, 90210                   | Beverly Hills 90210                 | девушка с кольцом в носу        |
| 1997      | с   | Тихие палисады                         | Pacific Palisades                   | девушка-подросток               |
| 1998      | ф   | Лучший из лучших 4: Без предупреждения | Best of the Best 4: Without Warning | Мики                            |
| 2000—2001 | с   | Детектив Нэш Бриджес                   | Nash Bridges                        | Вики / Гленда / Лейла Брукс     |
| 2002      | ф   | Лихорадка по девчонкам                 | Girl Fever                          | начинающая актриса              |
| 2003      | кор | Шпионки (короткометражка)              | D.E.B.S.                            | Джанет                          |
| 2004      | ф   | Шпионки                                | D.E.B.S.                            | Джанет                          |
| 2004      | с   | Замедленное развитие                   | Arrested Development                | Джесси                          |
| 2005      | ф   | Сумасшедшие гонки                      | Herbie: Fully Loaded                | Харизма                         |
| 2006      | ф   | Сказки Юга                             | Southland Tales                     | Шошанна Каповски / Шошанна Кокс |